# Lycorina sanabriai
Lycorina sanabriai là một loài tò vò trong họ Ichneumonidae.